# Bastian Fuchs (Kirchenmusiker)
Bastian Fuchs (* 22. Januar 1994 in Neumarkt in der Oberpfalz) ist ein deutscher Kirchenmusiker.

## Leben
Bastian Fuchs begann mit 8 Jahren mit dem Orgelspiel. Von 2007 bis 2010 erwarb er die D- und C-Prüfung am Amt für Kirchenmusik in Eichstätt. Nach dem Besuch der Knabenrealschule Rebdorf in Eichstätt studierte er von 2010 bis 2016 Kirchenmusik an der Hochschule für Katholische Kirchenmusik und Musikpädagogik in Regensburg. Ab Herbst 2016 setzte er seine Studien im Studiengang Master of Arts Orgel an der Hochschule für Musik Nürnberg fort und schloss diesen 2018, den daran anschließenden Master of Arts Orgelimprovisation 2021 jeweils mit der Gesamtnote sehr gut ab. Mitte 2016 begann er die Tätigkeit als Assistent der Dommusik am Dom St. Stephan in Passau. Zum November 2016 wurde er Assistent des Domkapellmeisters am Eichstätter Dom. Nach der Berufung von Christian Heiß zum Regensburger Domkapellmeister leitete er von September 2019 bis Januar 2020 die Eichstätter Domchöre. Seit Oktober 2020 ist er Kirchenmusiker an der Mariahilf-Kirche in München-Au.
Neben seiner Tätigkeit als Organist und Chorleiter ist Fuchs auch ein gefragter Carilloneur in In- und Ausland. Eine enge Freundschaft verbindet ihn mit der Glockengießerei Rudolf Perner in Passau.

## Kompositionen
- Macht hoch die Tür – Triptychon für Orgel
- Suite für Sopransaxophon und Orgel
- Lobgesang für Orgel[6][7]